# Punga Colmar
Punga Colmar (franceză Poche de Colmar; germană Brückenkopf Elsaß) a fost o zonă din Alsacia centrală apărată de Armata a 19-a Wehrmacht din noiembrie 1944 până în februarie 1945 în fața atacurilor Grupului de Armată al 6-a SUA în timpul celui de-al doilea Război Mondial. Punga a fost formată după ce americanii au eliberat sudul și nordul Alsaciei și Lorena alăturată, fără să reușească alungarea trupelor germane din centrul Alsaciei. În timpul Operațiunii Nordwind din decembrie 1944, Armata a 19-a germană a atacat spre nord din pugă pentru sprijinirea altor forțe atacând la sud din Saar spre nordul Alsaciei. La sfârșitul lui ianuarie și începutul lui februarie, Armata I franceză și Corpul XXI SUA au curățat întreaga regiune de forțele germane.

## Cadru general

### Formarea pungii
În noiembrie 1944 a fost format un cap de pod pe malul vestic al Rinului cu o lungime de 65 km și o adâncime de 50 km, atunci când liniile de apărare germane din Munții Vosgi au cedat sub presiunea ofensivei Grupului de Armată al 6-lea SUA. Armata I Franceză comandată de generalul Jean de Lattre de Tassigny a atacat prin zona Belfort și a distrus IV Luftwaffe Korps în apropierea oarșului Burnhaupt din sudul Munților Vosgi. După o scurtă perioadă de timp, forțele franceze au ajuns pe aliniamentul Rinului, într-o regiune la nord de granița Elveției între Mulhouse și Basel. În același timp, Divizia a 2-a blindată franceză, acționând pe post de vârf de lance al Armatei a 7-a SUA, a înaintat în nordul Munților Vosgi, a forțat trecerea prin pasul Saverne și a eliberat Strasbourgul pe 23 noiembrie 1944. Ca urmare a celor două atacuri, frontul german din Alsacia sudică la vest de Rin s-a redus la o zonă semicirculară cu centrul în orașul Colmar, regiunea având să devină cunoscută ca „Punga Colmar”.

### Atitudinea germanilor
Alături de Normandia, Alsacia și Lorena au fost regiunile cele mai aprig apărate de germani. Înaintarea aliată prin Franța în vara anului 1944 a fost încetinită de problemele logistice și mai puțin de rezistența germană. Principalul motiv pentru rezistența hotărâtă a germanilor în Alsacia (pentru germani Elsaß) și Lorena (Lothringen) era faptul că aceste două regiuni erau considerate părți ale Reichului și trebuiau apărate ca orice altă regiune a Germaniei. Din acest motiv, Hitler a emis ordinele din 24 și 27 noiembrie 1944 prin care se cerea Armatei a 19-a a Wehrmachtului în frunte cu generalul Siegfried Rasp să apere cu orice preț regiunea din jurul orașului Colmar. Pe 26 noiembrie, germanii au format de Heeresgruppe Oberrhein (Grupul Armată Rinul superior) plasat sub comanda directă a lui Heinrich Himmler. Grupul de Armată avea sarcină apărării frontului dintre Bienwald și granița elvețiană. Printre obiectivele de maximă importanță pentru defensiva germană de la Colmar se numărau podurile peste Rin de la Breisach și Chalampé, care erau folosite pentru aprovizonarea trupelor.

### Limitările aliaților
Problemele de aprovizionare și luptele grele din toamna anului 1944 au scăzut capacitatea combatantă a forțelor aliate din nord-vestul Europei, iar Grupul de Armată a 6-a SUA nu a făcut excepție. Suportul logistic limitat a impus reduceri la folosirea muniției de artilerie și la efectivele care puteau efectiv lupta pe linia frontului. Previziunile eronate cu privire la necesarul de trupe de rezervă pentru înlocuirea infanteriștilor pe prima linie a frontului a redus capacitatea de luptă a infanteriei americane.
În cazul francezilor, sistemul de înlocuire a luptătorilor din prima linie era limitată de rețeaua de unități de instruire pe care Franța fusese capabilă să o recreeze după august 1944. Mai mult, capacitatea de înlocuire a soldaților a fost redusă de decizia comandanților de „albire” (blanchir) a forțelor franceze din Alsacia prin trimiterea soldaților senegalezi cu experiență de lupă și a altor trupe coloniale în sud și înlocuirea lor cu unităti ale FFI, neomogene din punct de vedere al pregătirii și experienței de luptă. Luptătorii FFI se dovediseră capabili de operațiuni defensive, dar ei au trebuit să parcurgă rapid un proces de pregătire pentru ca să devină eficienți în operațiunile ofensive, în mod special în cazul celor complexe precum operațiunile combinate interarme.
Astfel, la sfârșitul lunii noiembrie 1944, Armata I franceză avea pe front două tipuri de unități: cele coloniale experimentate și cele care primiseră masiv recruți din rândul FFI. Armata I franceză a avut o capacitate de luptă mai redusă decât alte armate terestre aliate din două motive: efectivele mai slab instruite și puțin experimentate și o lipsa unor structuri puternice de sprijin (artilerie, gerniu etc.). aceasta a permis germanilor din Punga Colmar să reziste atacurilor franceze din 15-22 decembrie 1944.

### Redesfășurarea forțelor aliate
Pe 31 decembrie 1944, germanii au lansat Unternehmen Nordwind (Opearațiunea „Vântul Nordic”), printre ale cărei obiective se afla recucerirea orașului Strasbourg. Militarii germani ai Diviziei a 198-a de infanteriei și a Brigăzii 106 Panzer au atacat spre nord din Punga Colmar în perioada 7–13 ianuarie. În ciuda pierderilor suferite în timpul luptelor, francezii au reușit să reziste pe frontul de la sud de Strasbourg, zădărnicind astfel încercările germanilor de recucerire ale orașului. După eșecul Operațiunii Nordwind, Grupul de Armată al 6-lea a primit ordinul de distrugere a Pungii Colmar. Această acțiune se încadra în planul mai amplu al generalului Dwight D. Eisenhower de cucerire ale malurilor Rinului mai înainte de asaltul asupra teritoriului german. Dat fiind faptul că grosul trupelor care asediau Punga Colmar erau franceze, pentru această misiune a fost desemnată Armata I Franceză.
Divizia a 3-a de infanterie americană se mutase în Munții Vosgi la mijlocul lunii decembrie, înlocuind militarii epuizații ai Diviziei a 36-a de infanterie. Astfel, Divizia a 3-a era deja pe pozițiile care îi permiteau sprijinirea atacului împotriva pozițiilor germane. Generalul Jacob Devers, comandantul Grupului de Armată al 6-lea și-a dat seama că francezii au nevoie de sprijinul sporit al americanilor și a aranjat transferul în zonă a încă unei divizii a SUA. Pentru această misiune a fost transferată din zona Ardenilor Divizia a 29-a de infanterie. Nou sosiții au luat poziție pe flancul drept al Diviziei a 3-a SUA. Americanii își concentraseră forțele pentru atacul împotriva a două divizii germane: Divizia a 708-a Volksgrenadier și a 189-a de infanterie. Americanii au trimis în sprijinul infanteriei proprii și Divizia a 12-a blindată

### Condițiile meteo și de teren

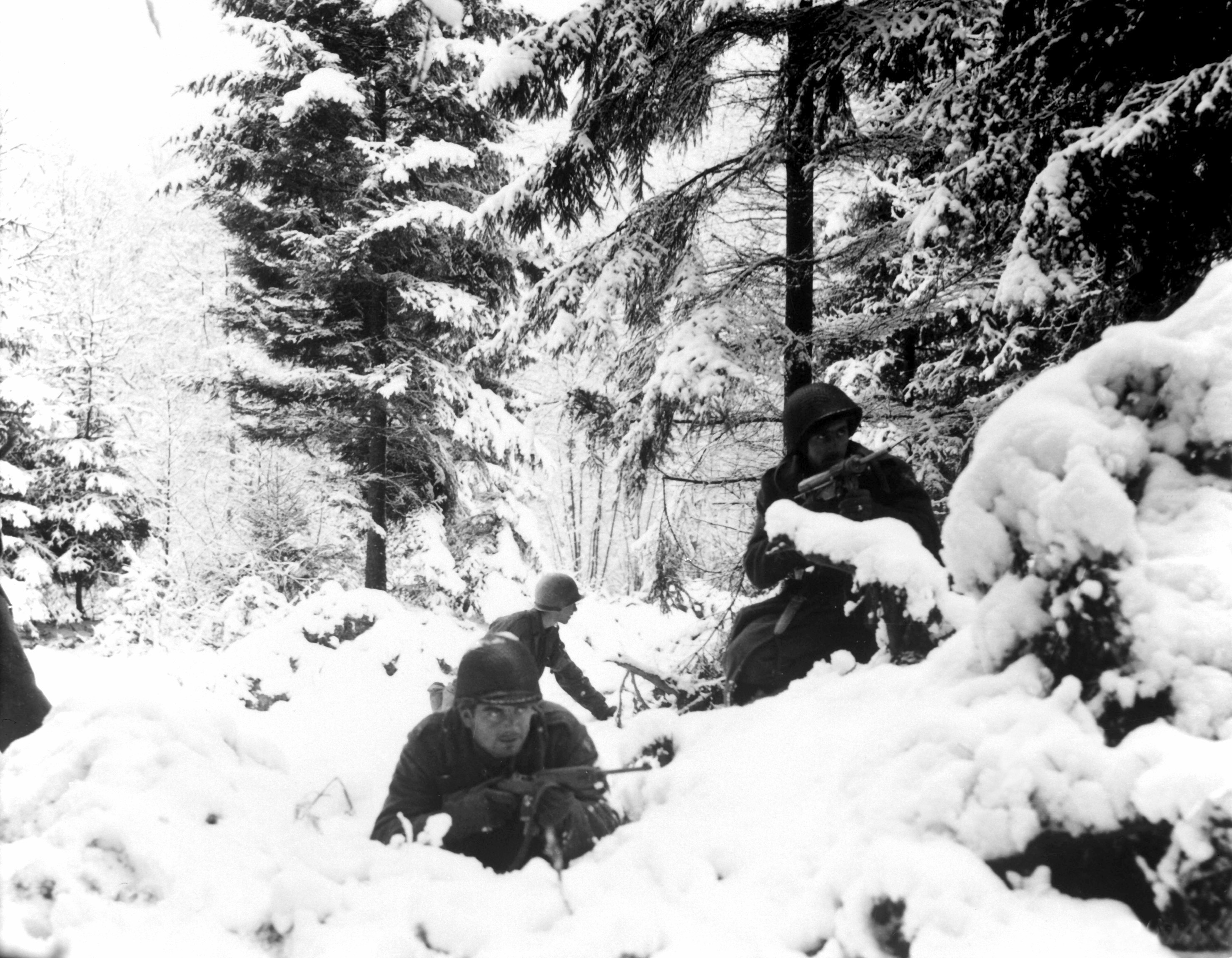
Militari aliați pe frontul din Ardeni, iarna anului 1945

Iarna 1944-1945 a fost una neobișnuit de rece pentru nord-vestul Europiei. General de Lattre descria în memoriile sale condițiile meteo din Alsacia în acea iarnă ca fiind „siberiene”, cu temperaturi de -20 °C, vânturi puternice și cu solul acoperit de peste 1m de zăpadă.
Câmpia Alsaciei nu oferea atacanților nicio posibilitate de adăpostire, cu excepția unor pâlcuri rare de pădure. De asemenea, câmpia era bazinul de drenare a Rinului  și prin urmare era brăzdată de numeroase cursuri de apă și canale de desecare, cu fundul acoperit cu aluviuni. Traversarea acestor râuri și canale era fosrte dificilă pentru diferitele tipuri de vehicule aliate. Alte obstacole în calea atacanților erau satele mici, cu clădiri cu etaj, cu ziduri solide din cărămidă, care ofereau germanilor posibilități extinse de apărare.

## Bătălia

### Atacul inițial francez împotriva sudului Pungii Colmar
Corpul I (I er Corps d'Armée) comandat de generalul Émile Béthouart a declanșat atacul pe 20 ianuarie 1945. Diviziile a 2-a și a 4-a marocane au avut ca obiectiv inițial cucerirea orașului Ensisheim. Divizia a 9-a colonială a desfășurat un atac secundar pe flancul drept al corpului, la nord de Mulhouse. Atacul infanteriei a fost susținut de Divizia I blindată franceză. Atacul declanșat de Corpul I în timpul unei furtuni de zăpadă a fost o surpriză tactică pentru Corpurile LXIII de armată germană (LXIII. Armeekorps) de sub comanda generalului Erich Abraham. Atacul francezilor și-a redus vigoarea în timpul nopții, după începrea contraatacurilor germane. Condițiile meteo și de teren potrivnice, la care s-a adăugat creșterea eficienței defensivei germane în adâncime, a împiedicat înaintarea francezilor și le-a limitat succesul acestora din urmă în mod sever. Totuși, atacul Corpului I a atras în zonă rezervele mobile germane – Brigada a 106-a Panzer, Batalionul al 654-lea artilerie antitanc și Divizia a 2-a vânători de munte. Succesele francezilor au fost realizate cu costuri foarte mari. Astfel, una dintre brigăzile blindate a pierdut 36 dintre cele 50 tancuri medii din dotare, blindate distruse de mine antitanc. Losses in other tank units were similar.
Spre deosebire de restul Câmpiei Alsaciei, zona în care a luptat Corpurile I franceze erau tivite de păduri și zone urbane, iar înaintarea a fost încetinită mult de aceste obstacole. Divizia a 4-a montană marocană a reușit să înainteze doar 3 km spre nord-est, în direcția orașului Cernay. Pe flancul drept al diviziei montane, Divizia a 2-a de infanterie marocană a avut rezultate mai bune – 6 km în direcția Wittelsheim. De asemenea, pe flancul drept, începând din dreptul orașului Mulhouse, Divizia a 9-a colonială a înaintat 4–6 km prin suburbiile orașului Mulhouse și prin pădurile din nordul orașului. În timpul acestui atac, a fost cucerit orașul Richwiller. Regimentul al 6-lea de infanterie colonială a eliberat Wittenheim. Pe 24 ianuarie, un contraatac blindat al germanilor a fost respins lângă Richwiller. Germanii au pierdut 15 tancuri și un distrugător de tancuri. Per total, înaintarea francezilor a fost mai amplă în partea de vest (pe flancul drept), dar germanii au reușit să oprească atacul francezilor.

### Atacul aliat din nord
Corpurile ale II-lea franceze comandate de Joseph de Goislard de Monsabert (II e Corps d'Armée și-au lansat atacul pe 22–23 ianuarie. Vârful de lance al atacului au fost divizia a 3-a de infanterie SUA și Divizia I de infanterie franceză. La sud de frontul americanilor ataca Divizia a 28-a de infanterie SUA. Rezerva era formată din Divizia a 2-a blindată franceză.

#### Atacul spre Canalul Colmar și luptele pentru Jebsheim
Divizia a 3-a de infanterie americană comandată de generalul John W. O'Daniel a atacat spre sud-est pe 22 ianuarie, având ca obiectiv traversarea râului Ill, ocolirea Colmarului spre nord și deschiderea drumului Diviziei a 5-a blindată franceză pentru atacarea podului de la Neuf-Brisach, folosit pentru aprovizionarea germanilor. 

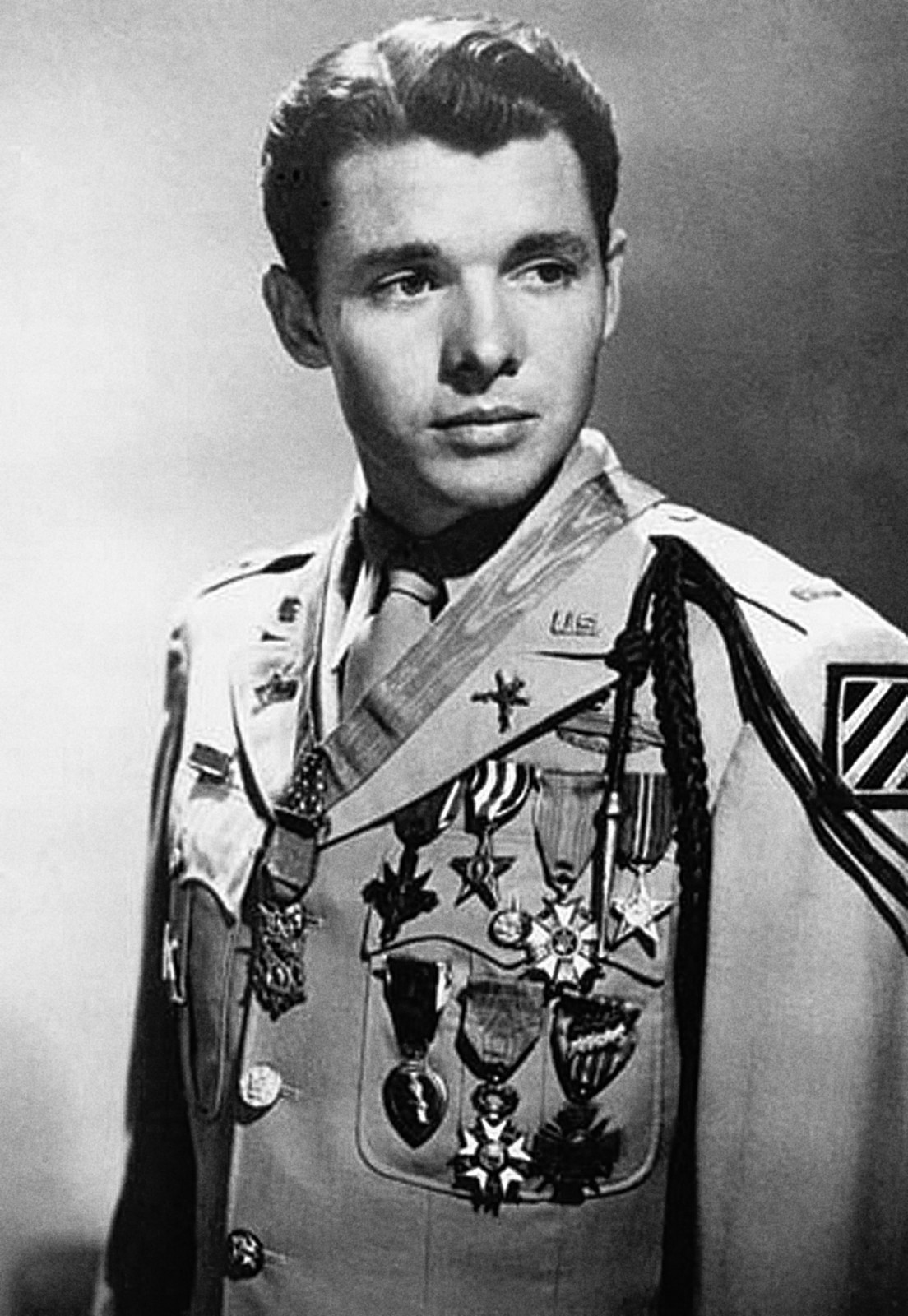
Audie Murphy a fost decorat cu Medalia de Onoare pentru eroismul arătat în timpul luptelor din Pădurea Riedwihr

Regimentul al 7-lea de infanterie americană a atacat spre sud, alungând germanii din regiunea dintre râurile Fecht și Ill. În timpul luptelor, caporalul Jose F. Valdez s-a oferit voluntar să acopere retragerea camarazilor săi în timpul luptelor din preajma stației de cale ferată Rosenkranz. Caporalul a fost decoar post-mortem cu Medalia de Onoare. Regimentul al 30-lea de infanterie americană a înaintat spre sud-est, a traversat râul Ill la nord de podul din lemn de la ferma Maison Rouge și s-a înaintat spre sud în dimineața zilei de 23 ianuarie, cucerind podul de lemn  (48°09′03.6″N 07°25′22.8″E / 48.151000°N 7.423000°E). Regimentul a continuat înaintarea spre sud în pădurea Riedwihr (Bois de Riedwihr), spre orașelel Riedwihr (48°07′26.4″N 07°26′42″E / 48.124000°N 7.44500°E) și Holtzwihr (48°06′36″N 07°25′30″E / 48.11000°N 7.42500°E).
Podul de la Maison Rouge s-a prăbușit sub greutatea unui tanc american, iar Divizia a 30-a de infanterie a rămas fără sprijinul blindatelor. Cum divizia dispunea de capacități reduse de luptă antitanc – militarii erau dotați cu  aruncătaore portative de grenade și trei tunuri antitanc de 57 mm – nu a reușit să reziste contraatacului infanteriei și blindatelor germane din Divizia a 708-a  Volksgrenadier și Batalionul al 208-lea de tunuri de asalt. Fără sprijinul tancurilor și incapabili să își sape adăposturi în pământul înghețat, infanteriștii Diviziei a 30-a s-au retras după ce au suferit pierderi grele. După ce s-a retras pe malul vestic al râului, divizia a avut nevoie de trei zile să se reorganizeze.
Pe 25 ianuarie, Regimentul al 15-lea de infanterie americană a preluat misiunea Diviziei 30 și a recucerit podul de la Maison Rouge. Un contraatac al germanilor sprijinit de distrugătoare grele de tancuri a străpuns linia defensivă slabă a unei companii de infanterie în jurul orei 08:00, dar nu a reușit să preia controlul asupra podului datorită focului puternic al defensivei americane. Mai târziu, în cursul aceleiași zile, geniștii americani au construit un pod mai la nord de Maison Rouge, iar un batalion de infanterie sprijinit de tancuri au atacat pozițiile germane, asigurând în final siguranța capului de pod. În următoarele două zile, Regimentul al 15-lea a continuat atacurile spre sud, spre orașele Riedwihr și Holtzwihr, reușind să ajungă până în dreptul pădurii  Riedwihr. Contratacurile germane, deși numeroase și bine organizate, au fost respinse de trupele americane cu sprijinul blindatelor și distrugătoarelor de tancuri.
Pe 26 ianuarie, pe latura de sud a pădurii Riedwihr, o unitate de infanterie germană sprijinită de tancuri a atacat dinspre Holtzwihr pozițiile Companiei B a Regimentului al 15-lea. Comandantul companiei, locotenentul Audie Murphy, considerând că situația este net defavorabilă americanilor, a ordonat oamenilor săi să se retragă în pădure. După retragerea companiei, locotenentul a luat poziție de tragere pe un distrugător de tancuri avariat M10 Wolverine și a deschis focul cu mitraliera grea a vehiculului, cerând în același timp artilerie să deschidă focul aspura propriei poziții. Dacă la început germanii au fost opriți de focul mitralierei lui Murphy, a cărui poziție de tragere nu au fost capabili să o identifice, au fost obligați să se retragă în derută datorită bombardamentul avioanelor de atac la sol. Pentru faptele sale de arme, locotenentul Murphy a fost decorat cu Medalia de Onoare. Riedwihr a fost cucerit de americani pe 26 ianuarie, iar Holtzwihr o zi mai târziu. Infanteria americană și-a continuat atacul spre sud, atingând malurile Canalului Colmar pe 29 ianuarie.
Cucerirea comunei  Jebsheim (48°07′33″N 07°28′40″E / 48.12583°N 7.47778°E) a fost necesară pentru asigurarea siguranței flancului nordic al Diviziei a 3-a. Cucerirea Jebsheimului a fost ordonată de către generalul O'Daniel Regimentului 254 (din cadrul Diviziei a 63-a), care și-a desfășurat atacul fiind sprijinită de Divizia I franceză pe flancul nordic. Jebsheim a fost apărat în perioada 26-29 ianuarie de Regimentul al 136-lea de infanterie montană germană. În cele din urmă, pe 29 ianuarie, forțele aliate (Regimentul 254 american, blindate din cadrul Diviziei a 5-a franceză și un batalion al Regimentului I de parașutiști francezi) au cucerit  Jebsheim. În continuare, Regimentul 254 a continuat înaintarea spre est în direcția canalului Ron-Rin. Între timp,Regimenele de infanterie al 7-lea și al 15-lea și  Divizia a 5-a franceză de blindate au ocupat poziții pentru atacul orașului Neuf-Brisach. La aproximativ 8 km se aflau cele mai avansate unități ale Diviziei a 3-a.

#### Înaintarea spre Rin din nord
Pe flancurile de nord și stânga al Diviziei a 3-a SUA, Divizia I franceză de marș a generalului Garbay, (French: 1re Division de Marche d'Infanterie, cunoscută inițial ca Divizia I franceză) a atacat spre răsărit pe 23 ianuarie, având ca obiectiv atingerea malurilor Rinului. În timpul atacului, Brigada I a Diviziei I franceze a întâlnit rezistența a patru batalioane de Diviziei 708 Volksgrenadier (din cadrul Corpurilor de Armata LXIV comandate de generalul Max Grimmeiss), sprijinite de artilerie și distrugătoare grele de tancuri în condiții similare cu cele întâlnite de americani în zona de sud a frontului. Germanii au organizat o apărare pe mai multe linii în adâncime, folosind poziții defensive din sate și păduri pentru asigurarea controlului asupra terenului deschis prin care urmau să atace aliații. Terenul deschis a fost minat în prealabil pentru încetinirea înaintării francezilor și canalizarea atacului pe căile cele mai favorabile defensivei. Două batalioane ale Diviziei 708 Volksgrenadier au contraatacat capetele de pod aliate de peste râul Ill în după-amiza zilei de 23 ianuarie , dar au fost respinse. Generalul Garbay a dorit să evite luptele cu infanteria și tancurile germane care ocupaseră poziții în tranșee în Pădurea Elsenheim (48°10′30″N 07°27′36″E / 48.17500°N 7.46000°E) și a ordonat Brigadei I să se deplaseze în principal pe drumul care lega Illhaeusern (48°10′58″N 07°26′13″E / 48.18278°N 7.43694°E) de Elsenheim. De-a lungul a două zile (26-27 ianuarie), Brigada I și-a concentrat eforturile pentru deschiderea acestui drum și pentru evitarea obstacolului reprezentat de pădurea Elsenheim.  Pentru atingerea acestui obiectiv, un batalion al Regimentului de marș al Legiunii străine (R.M.L.E.) a executat un atac împotriva pozițiilor întărite din pădure pe 27 ianuarie. Satul Grussenheim (48°08′42″N 07°29′06″E / 48.14500°N 7.48500°E) a fost cucerit pe 28 ianuarie de Divizia blindată a 2-a franceză în ciuda pierderilor mari suferite. Atacul francez a continuat împotriva unei defensive germane intrată în degringoladă, fiind cucerite pe 31 ianuarie Elsenheim și Marckolsheim (48°09′53″N 07°32′42″E / 48.16472°N 7.54500°E), pentru ca, a doua zi, trupele aflate în ofensivă să atingă aliniamentul râului Rin. De-a lungul operațiunilor efectuate în Punga Colmar, Divizia I franceză a pierdut 200 de oameni morți, 1.240 de răniți, 96 dispăruți și 550 de bolnavi, în special din cauza degerării picioarelor.

### Suplimentarea efectivelor forțelor aliate

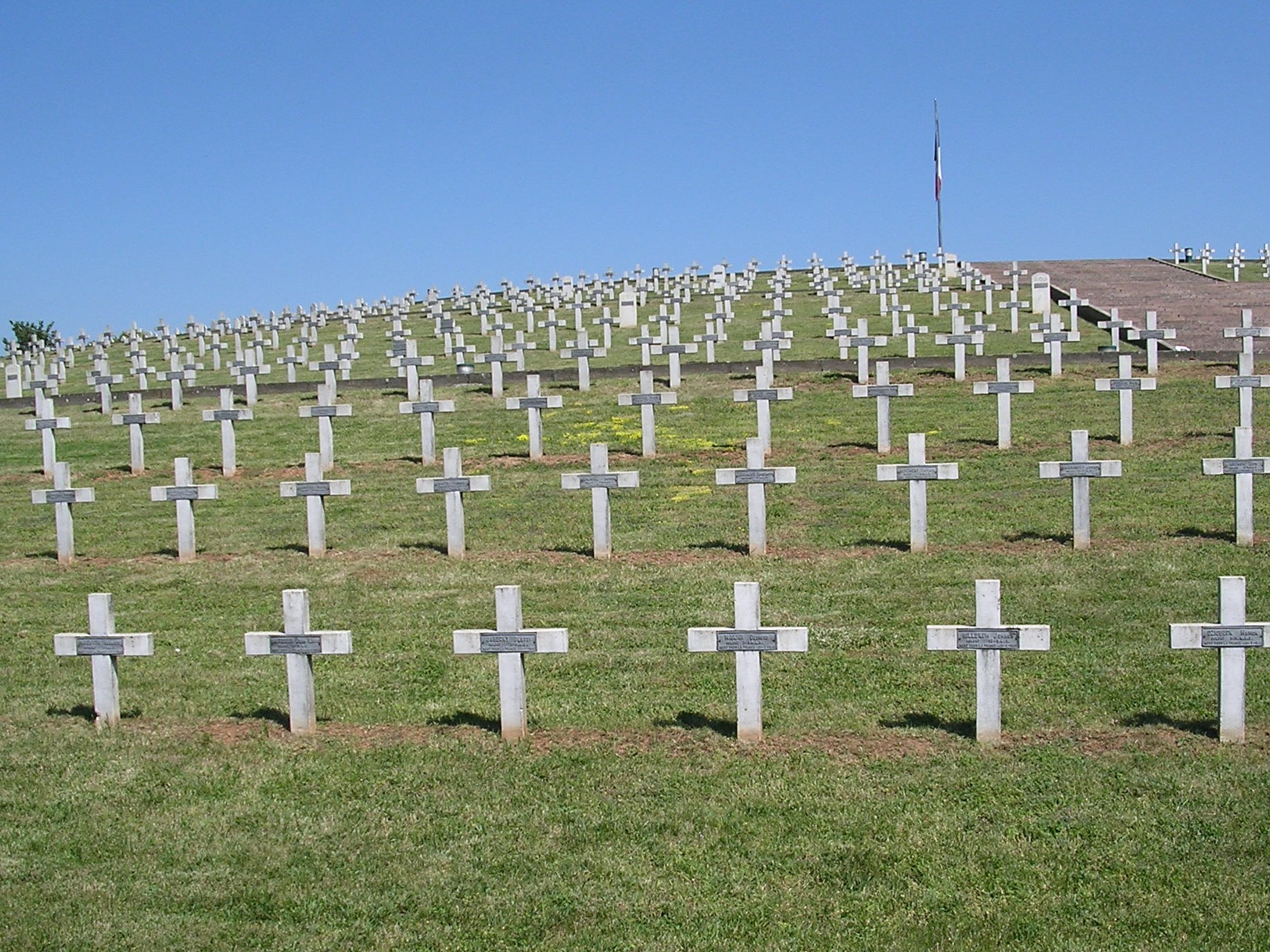
Cimitirul militar de la Sigolsheim

Genralul de Lattre a cerut întări din parte Grupului de Armată al 6-lea SUA pentru depășirea dificultăților create de rezistența puternică a germanilor din Punga Colmar. În același timp, generalul Devers a subordonat Cartierele generale ale Corpurilor XXI SUA Armatei I franceze. Corpurile de armată XXI comandate de generalul Frank W. Milburn au luat poziție între cele două corpuri franceze de armată pe 28 ianuarie  și a preluat comanda celor două divizii de infanterie americană (3 și 28) din zonă. În plus, au fost trimise în zonă două noi divizii americane în subordinea Corpurilor XXI (Diviziile 75 infanterie și 12 blindate). Acțiunea de completare a efectivelor aliate s-a încheiat cu plasarea sub comanda Corpurilor XXI a Diviziei a 5-a de blindate franceză, Regimentului I de parașutiști și a Batalionului I de șoc (comando). Corpurile XXI au primit sarcina cuceririi orașului Colmar și a podului de la Breisach.
Germanii au apreciat în mod greșit obiectivele aliate, considerând că aceștia vor ataca de-a lungul întregului front, urmând să își concentreze mai apoi eforturile în zona în care defensiva germană avea să se cedeze. Hitler a acceptat o retragere parțială în nord (în arcul de la Erstein) în noaptea de 28 ianuarie, dar a interzis o retragere generală la est de Rin. Posturile avansate ale germanilor din Munții Vosgi au fost retrase, dar confuzia generată de retragerea rapidă și de presiunea luptelor de pe front a dus la pierderea coeziunii unităților generale. Deși acest fapt nu a afectat numărul total al militarilor disponibili pentru luptă, a afectat capacitatea de luptă a germanilor. Pe 29 ianuarie, Heeresgruppe Oberrhein (Grupul de Armată al Rinului Superior) a fost desființat, iar unitățile sale din Punga Comar  au fost trecute în subordinea Heeresgruppe G (Grupul de Armată G) de sub comanda SS-Obergruppenführer Paul Hausser.

#### Atacul din centrul frontului spre cursul Rinului
Divizia a 3-a și-a continuat manevrele de ocolire în sud și est. În seara zilei de 29 ianuarie, artieleria diviziei a lansat 16.000 de proiectile de obuziere de 105 mm și 155 mm în timpul pregătirii de arilerie de trei ore care a deschis asaltul a două regimente de infaterie în sud, pentru traversarea Canalului Colmar. Traversarea canalului a avut loc timp de trei ore, până la miezul nopții. După ce infanteriștii au asigurat siguranța capului de pod, geniștii au început construirea a trei poduri din elemente prefabricate cu grinzi cu zăbrele pentru traficul greu și al blindatelor. În a doua zi, podurile au fost traversate de două mari unități blindate franceze care au sprijinit atacul infanteriei americane. Atacurile infanteriei americane și a tancurilor franceze au fost încununate de succes la Urschenheim, oraș cucerit în urma unui atac fulgerător, dar au fost stopate în fața orașului Horbourg. În aceeași zi, americanii au atacat cu sprijinul blindatelor franceze spre est, spre Artzenheim, dar germanii au reușit să oprească înaintarea aliată. Germanii au creat un puternic baraj de artilerie, iar distrugătoarele de tancuri Jagdpanther îngropate în tranșee au distrus șase tancuri și patru transportoare blindate ușoare. Până la urmă, Artzenheim a fost cucerit de Corpurile II franceze pe 1 februarie.
Regimentul I de parașutișiti francezi, luptând în cadrul Diviziei a 3-a, a atacat și cucerit orașul Widensolen în primele ore ale zilei de 31 ianuarie. În jurul orei 17:00, patrule din cadrul Diviziei a 3-a SUA ajunseseră pe malul Canalului Ron-Rin, la aproximativ 8 km sud-est de punctul de traversare a Canalului Colmar de către divizia mamă. În aceeași zi, unitatea de blindate atașată Diviziei a 3-a SUA, care suferise pierderi grele în luptele de până atunci, a fost trecută în spatele frontului (în acel moment, mai dispunea de doar 13 tancuri operaționale și 30 de pușcași din cadrul companiei Legiunii Străine). În locul lor au fost aduși o unitate din cadrul Diviziei a 2-a blindate franceze. Pe 1 februarie, regimentele 15 și 30 s-au deplasat de-a lungul Canalului Ron-Rin spre sud, ajungând la nord de Neuf-Brisach. În zilele de 2–3 februarie, Regimentul al 7-lea de infanteriei s-a deplasat spre sud de-a lungul Canalului, a trecut prin Artzenheim și, după o luptă grea de două zile, a cucerit Biesheim.
După ce a petrecut o zi de odihnă și pentru consolidarea pozițiilor, Divizia a 3-a și-a continuat deplasarea spre sud pe 5 februarie, cucerind Vogelgrun în ziua următoare. Orașul fortificat Neuf-Brisach a fost cucerit cu relativă ușurință pe 6 februarie de militarii Regimentul al 30-lea de infanterie, care au fost ajutați de doi copii și un francez mai în vârstă, care le-a dezvăluit americanilor zonele neapărate corespunzător în oraș. Germanii, după ce au evacuat ceea ce mai rămăsese din efective și echipamente, au distrus podul peste Rin de la t Breisach. Cucerirea orașului Neuf-Brisach a marcat sfârșitul operațiunilor Diviziei a 3-a de infaterie americană în Punga de la Colmar.

#### Cucerirea regiunii dintre Colmar și Rin
Divizia a 75-a a intrat în acțiune pe 31 ianuarie între Diviziile americane a 3-a și a 28-a. declanșând un atac pe 1 februarie, Regimentul al 289-lea au alungat inamicul din Horbourg, iar Regimentul al 280-lea de infanterie a înaintat spre Andolsheim (48°03′54″N 07°24′54″E / 48.06500°N 7.41500°E), oraș pe care l-a ocupat la prânzul zilei de 2 februarie. În aceeași zi, Divizia a 75-a a efectuat atacuri de diversiune pentru abaterea atenției germanilor de la principalul obiectiv al aliaților, orașul Colmar. Pe 3 februarie, Divizia a 75-a a eliberat Forêt Domaniale (48°03′18″N 07°27′36″E / 48.05500°N 7.46000°E). A doua zi, militarii diviziei și-au consolidat poziția în zonă. Divizia și-a reluat înaintarea pe 5 februarie, a cucerit  Appenwihr (48°01′37.2″N 07°26′24″E / 48.027000°N 7.44000°E), Hettenschlag (48°00′18″N 07°27′18″E / 48.00500°N 7.45500°E) și Wolfgantzen (48°01′30″N 07°30′00″E / 48.02500°N 7.50000°E). Pe 6 februarie, Divizia a 75-a a atins malurile Canalului Ron-Rin la sud de Neuf-Brisach. Cu această acțiune, Divizia a 75-a de infanterie SUA și-a încheiat operațiunile în Punga Colmar.

#### Eliberarea orașului Colmar
În timpul ofensivei împotriva apărătorilor orașului Colmar, Divizia a 28-a comandată de generalul Norman Cota a fost întărită cu o unitate franceză de blindate. În frunte cu Regimentul al 109-lea de infanterie, americanii au traversat pe 2 februarie șanțul antitanc de la nord de oraș, în timp ce blindatele franceze au identificat un punct de traversare al obstacolelor antitanc. După aceasta, tancurile franceze au intrat în forță în oraș, ajungând în Place Rapp (Piața Rapp) la ora 11:30. În zilele de 2 și 3 februarie, Regimentul al 109-lea de infanterie americană, tancurile franceze, Regimentul I de parașutiști și comandourile aliate au curățat orașul de ultimele elemente ale defensivei germane. Într-un act simbolic, Regimentul al 152-lea din infanterie franceză a reocupat clădirile garnizoanei oarașului, din care fusese alungată la începutul războiului. Continuând atacul spre sud în ziua de 3 februarie, Regimentul al 112-lea de infanterie a intrat în Turckheim (48°05′06″N 07°16′30″E / 48.08500°N 7.27500°E) și a cucerit Ingersheim (48°05′53″N 07°18′18″E / 48.09806°N 7.30500°E) la vest de Colmar. Alte unități de infanterie americană sprijinite de tancuri franceze au blocat rutele de retragere ale germanilor din Munții Vosgi. Pe 6 februarie, Divizia a 28-a s-a mutat spre est spre canalul Ron-Rin pe flancul sudic al Corpului XXI SUA, încheind acțiunile acestei divizii la bătălia din Punga Colmar.

#### Divizarea apărării din Punga Colmar
Pe 3 februarie, Divizia a 12-a blindată a înaintat spre sud traversând liniile Diviziei a 28-a de infanteriei și având ca obiectiv realizarea joncțiunii cu Corpurile I franceze și divizarea Pungii Colmar. Brigada blindată B a cucerit un cap de pod la Sundhoffen (48°02′42″N 07°24′54″E / 48.04500°N 7.41500°E) iar Brigada blindată de rezervă a înaintat pe drumul dintre Colmar și Rouffach (47°57′18″N 07°17′59″E / 47.95500°N 7.29972°E). A doua zi, Brigada blindată A a cucerit Hattstatt (48°00′36″N 07°08′18″E / 48.01000°N 7.13833°E) de pe drumul Colmar-Rouffach, dar înaintarea Brigăzii de rezervă a fost blocată de defenisvia germană. Pe 5 februarie, Brigada blindată A a intrat în Rouffach și a făcut joncțiunea cu Divizia montană a 4-a marocană din cadrul Corupului I Francez, la 17 zile după ce acesta din urmă își lansase ofensiva. În aceeași zi, Brigada blindată de rezervă a intrat în satul Herrlisheim-près-Colmar (48°01′12″N 07°19′12″E / 48.02000°N 7.32000°E). După victoria de la Herrlisheim-près-Colmar, Divizia a 12-a s-a limitat la închiderea rutelor de retragere a germanilor din Munții Vosgi și la sprijinirea cu foc a acțiunilor Diviziei a 28-a.

### Prăbușirea defensivei germane în Punga Colmar
La începutul lunii februarie, Corpul I francez încă mai lupta pentru eliminarea centrelor izolate de rezistență germane la sud de râul Thur, între Cernay și Ensisheim, orașe aflate încă sub controlul german. Curățarea acestei regiuni a fost încheiată pe 3 februarie. A doua zi, Corpul I francez a traversat râul Thur și, în fața unei rezistențe slabe a germanilor, Divizia a 4-a montană marocană a reușit să înainteze până în suburbiile sudice ale comunei Rouffach. Cernay, acbandonat de germani, a fost ocupat de aliați în aceeași zi. A doua zi, Divizia marocană a făcut joncțiunea cu Divizia a 12-a blindată la Rouffach, iar Divizia a 9-a de infanterie colonială a atacat Ensisheim, obiectivul inițial al corpului. Localitatea Hirtzfelden a fost cucerită de Divizia a 2-a de infanterie marocană pe 6 februarie, iar Divizia a 9-a de infaterie colonială a terminat cucerirea orașului Ensisheim, după care a continuat înaintarea în Pădurea Harth.Pe 7 februarie, Divizia a 9-a colonială și Divizia I  blindată au ajuns pe malurile Canalului Ron-Rin, la est de Ensisheim. Brigada de cavalerie ușoară colonială și Regimentul al 151-lea de infanterie au eliminat ultimele elemente germane din Pădurea Harth pe 8 februarie, iar Divizia I blindată a înaintat spre sud spre capul de pod german de la Chalampé. În aceeași zi, elemente avansate ale acestei divizii au făcut joncțiunea cu unitățile Diviziei a II-a blindată franceză.
În această perioadă, liniile germane tot mai subțiate de pe malul vestic al Rinului au fost atacate puternic de artileria și aviația aliată. În cele din urmă, Corpul I a eliminat ariergarda germană la  Chalampé. Cum pe malul vestic al Rinului în regiunea Colmar nu mai rămăsese nicio forță germană organizată, geniștii germani au aruncat în aer podul de peste râu  de Chalampé. Distrugerea podului a marcat finalizarea operațiunilor aliate în Punga de la Colmar și încheierea prezenței germane din Alsacia.

## Urmări

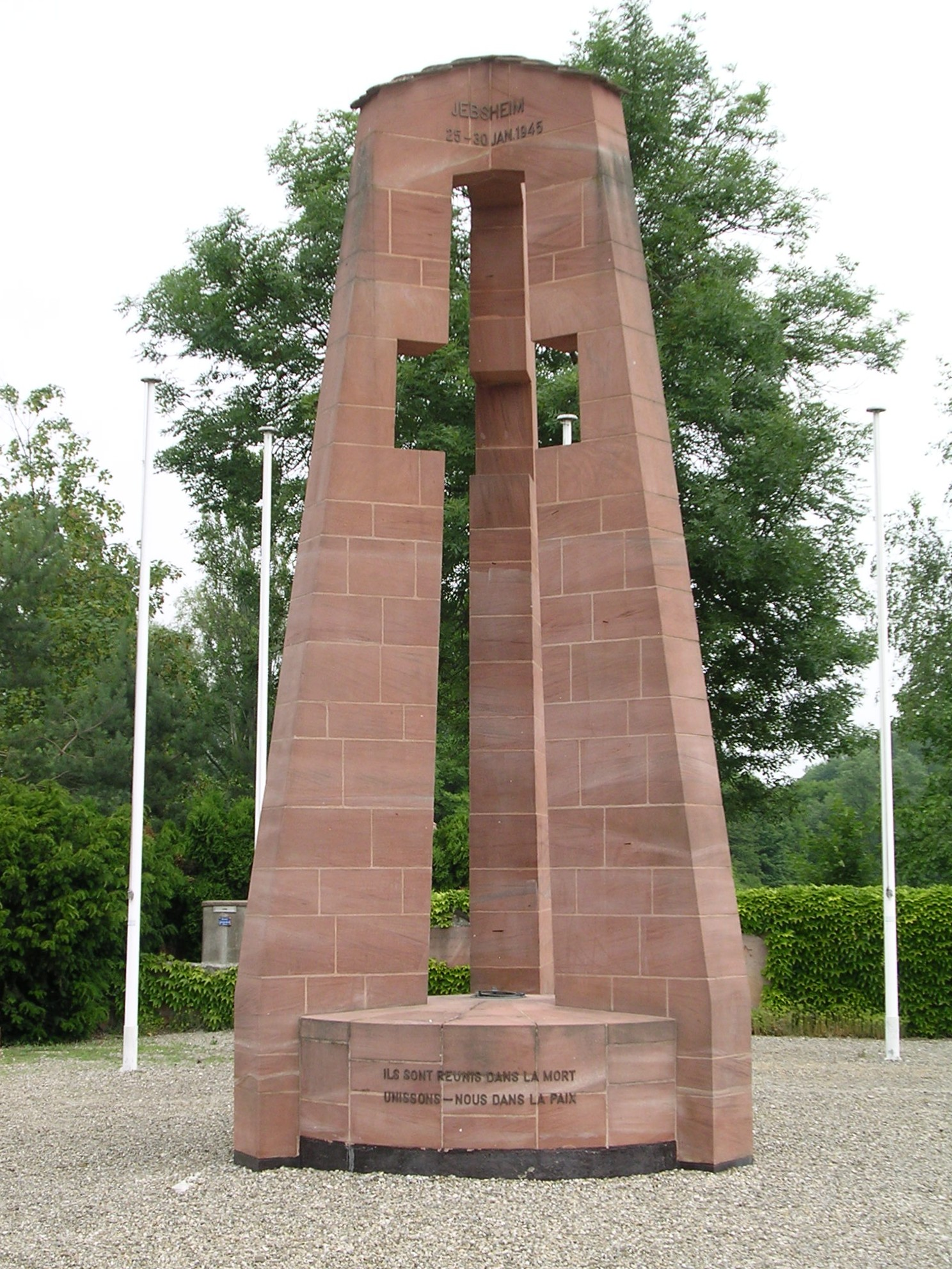
Monumentul Pungii Colmar din Jebsheim

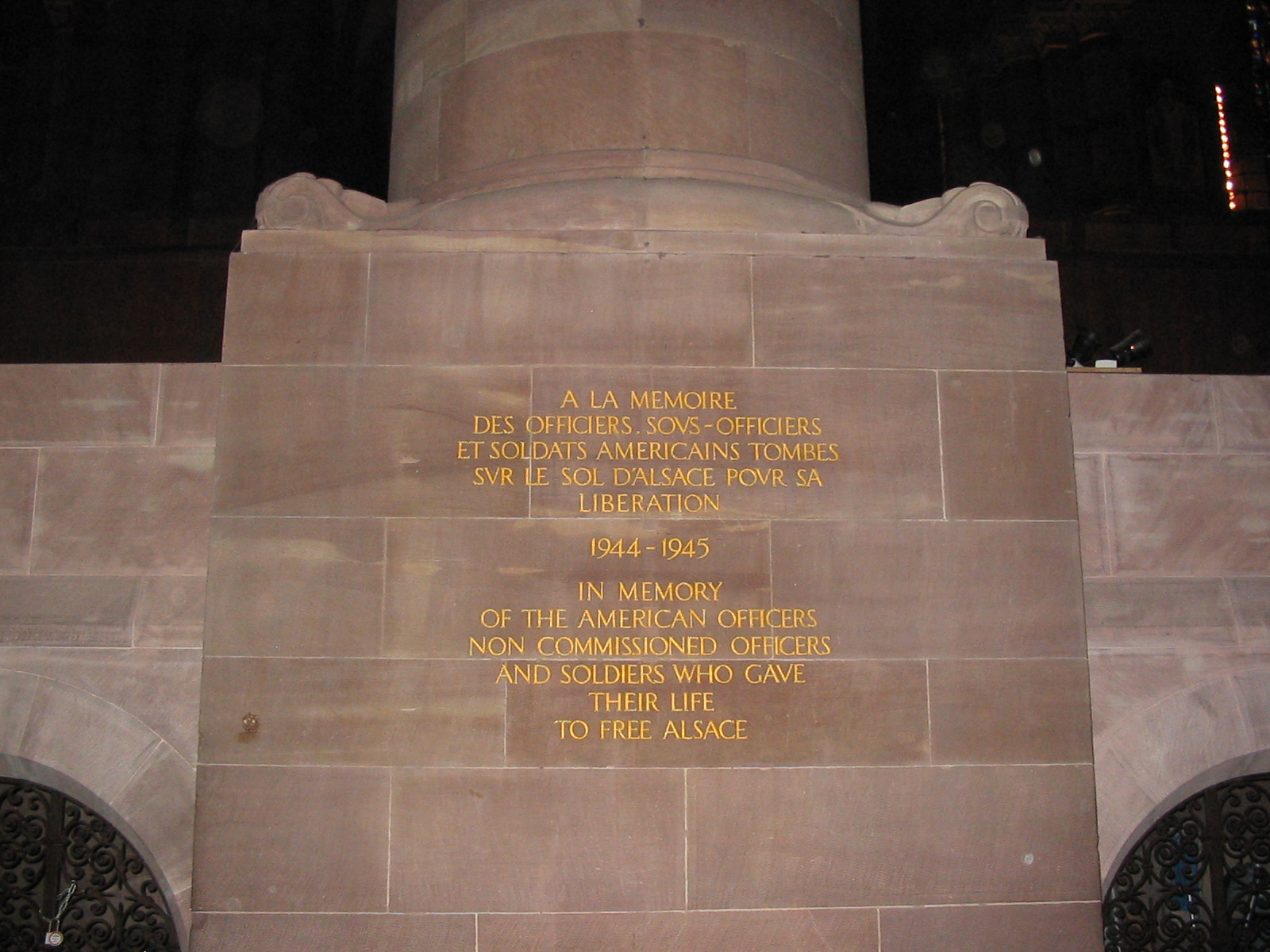
Placa memorială a soldaților americani căzuți în luptă din Catedrala Notre-Dame din Strasbourg.

Punga Colmar a fost eliminată în conformitate cu ordinele generalului Eisenhower. Grupul de Armată a 6-a SUA și-a continuat înaintarea spre Rin, din dreptul frontierei elvețiene spre nordul  Strasbourgului. Armata a 19-a germană, deși nu a fost distrusă în totalitate, a pierdut numeroși militari experimentați,  iar comandanții ei au fost obligați să îi completeze efectivele prin recrutarea unor soldați din rândul Volkssturm. Germanii au pierdut 55 de vehiculule blindate și 66 de piese de artilerie. Eliminarea prezenței germane din Punga Colmar a permis Grupului de Armată al 6-lea să se concentreze asupra Operațiunii Undertone, împotriva Liniei Siegfried și invazia din Germania.
Provincia Alsacia a revenit la francezi, după ce soarta sa se schimbase de patru ori în ultimii 75 de ani .
După încheierea luptelor, guvernul francez a acordat Diviziei a 3-a de infanterie SUA decorația Croix de Guerre, iar președintele SUA a acordat aceleiași divizii „Distinguished Unit Citation”. Regimentul al 109-lea de infanterie SUA a fost la rândul ei decorată cu Croix de Guerre.
În zilele noastre, diferite străzi ale localităților din Alsacia poartă numele unor militari sau unități militare aliate care au luptat Punga Colmar. În zonă se află mai multe cimitire militare franceze și americane.